# Pharsalia

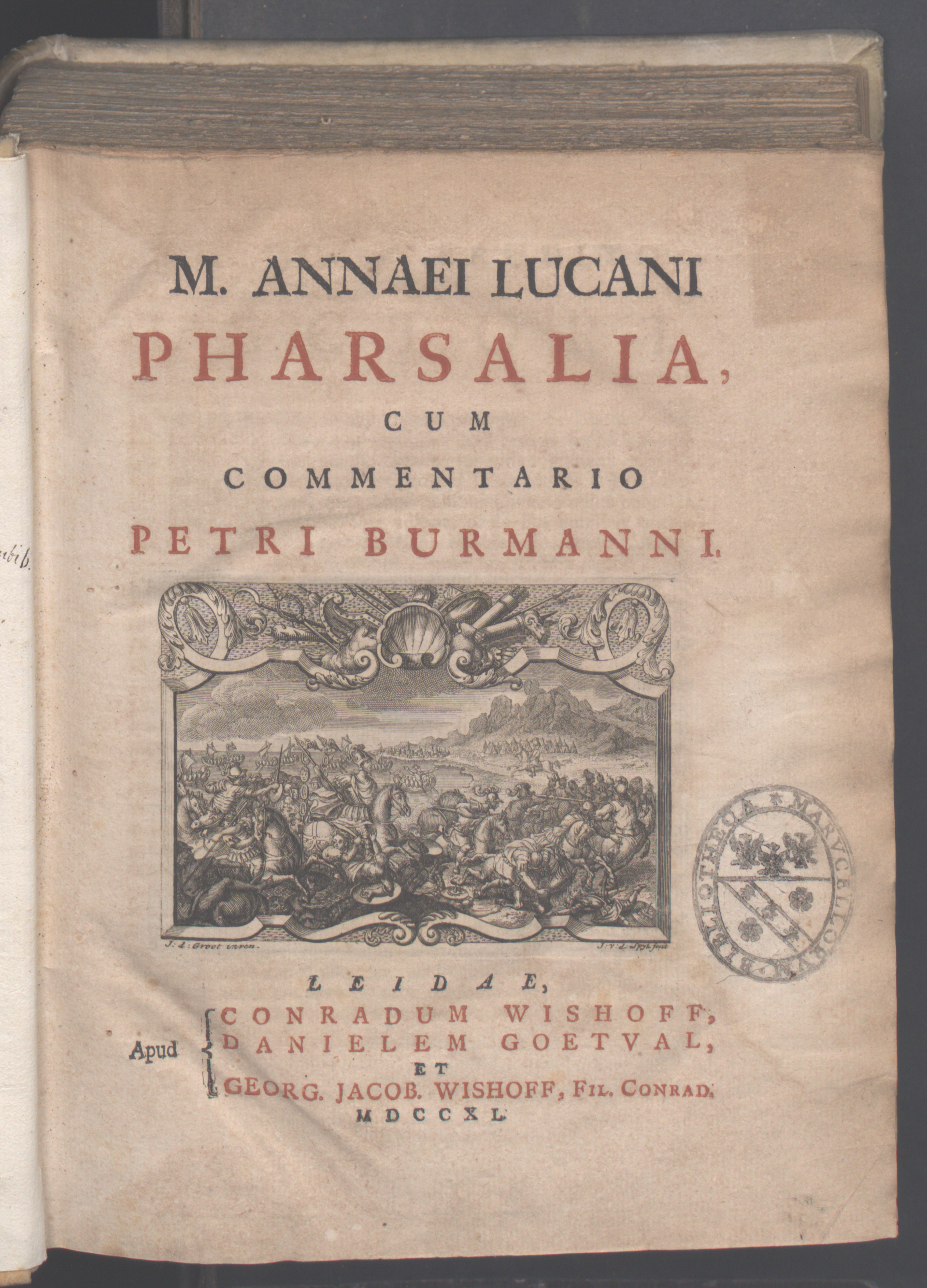
Pharsalia, 1740

De Pharsalia (ook wel het Bellum Civile) is in de Romeinse literatuur een episch gedicht van Marcus Annaeus Lucanus.
In de Pharsalia (Gebeurtenissen rond Pharsalus) wordt verhaald over de burgeroorlog tussen Julius Caesar en Gnaeus Pompeius in de stijl van het Homerische epos, maar met schijnbare uitschakeling van het klassieke godensysteem. 
Het werk bestaat uit tien boeken, met in totaal ongeveer 8.060 verzen. Mogelijk bleef het onvoltooid, want het begint met de redenen waarom Caesar en Pompeius elkaar bestreden en het eindigt vrij abrupt met de gebeurtenissen in Egypte. Blijkbaar heeft Lucanus door zijn vroegtijdige dood niet de laatste hand kunnen leggen aan zijn epos. De keuze van verhaalstof uit een recent verleden was voor de epiek wel revolutionair, maar werkte eerder nadelig voor de epische sfeer.
Lucanus' belangrijkste bron moet het werk van Titus Livius geweest zijn. Hij heeft echter uit de gebeurtenissen vooral datgene gekozen wat indruk op hem maakte en hem poëtische mogelijkheden bood.

## Lucanus' sympathieën
Lucanus' sympathie gaat voelbaar uit naar Pompeius: voor de dichter is deze de verpersoonlijking van zijn eigen republikeinse idealen, en het symbool van zijn door stoïcijnse gedachten beïnvloede reactie tegen de keizerlijke monarchie. Naarmate zijn verhouding tot Nero bekoelde werd zijn voorkeur voor de republikeinse staatsvorm trouwens steeds duidelijker bespeurbaar. Met stoïcijnse sympathie schilderde hij de moed en de integriteit van Cato. Karakteristiek voor Lucanus is ook een zekere voorliefde voor het mysterieuze en het sensationele, terwijl een paar "geleerde" digressies (onder meer over de bronnen van de Nijl) overbodig te noemen zijn.

## De kwestie van de hoofdrolspeler
Al eeuwenlang woedt er een discussie over de vraag wie de hoofdfiguur van de Pharsalia zou zijn, maar de onvoltooidheid van het gedicht maakt het moeilijk hier een bevredigend antwoord op te geven. Indien het werk voltooid zou zijn, dan zou de rol van hoofdfiguur waarschijnlijk overgegaan zijn van Pompeius over Cato op Brutus, terwijl de ware hoofdrol weggelegd zou zijn (en is) voor de aartsvijand van de vrijheid, en daarmee van Lucanus zelf, Gaius Iulius Caesar.
Vast staat dat Gaius Iulius Caesar niet alleen in het grootste deel van het epos aanwezig is, maar ook nauwgezet gekarakteriseerd wordt, ook uit psychologisch oogpunt. Caesar is een combinatie van negatieve eigenschappen, waaronder opvliegendheid, gebrek aan eerbied voor de verslagenen, en in het algemeen een geringe zelfbeheersing. In de redenering van Lucanus betekent het oversteken van de Rubico een daad van ontrouw en verval van de algemene moraal vanwege een veldheer, met name Caesar, die machtsbelust is en afgeschilderd wordt met bijna dierlijke trekjes:
mox ubi se saevae stimulavit verbere caudae 
 erexitque iubam et vasto grave murmur hiatu 
 infremuit, tum, torta levis si lancea Mauri 
 haereat aut latum subeant venabula pectus, 
 per ferrum tanti securus volners exit. — Pharsalia, boek 1, verzen 208-212
Caesar bekleedt de rol van heerser; zijn sterke persoonlijkheid blijkt meermaals en de lezer krijgt de indruk dat de enige wet die geldt voor deze tiran, die de senaat en de macht van de republiek heeft uitgedaagd, de wet van de sterkste is. Een voorbeeld is de redevoering die hij uitspreekt voor zijn soldaten bij het begin van de Slag bij Pharsalus:
...haec, fato quae teste probet quis iustius arma 
 sumpserit; haec acies victum factura nocientem. — Pharsalia, boek 7

## Korte inhoud
Boek 1 – Na een korte inleiding, die het idee van Romeinen die Romeinen bevechten afkeurt, en een vleiende lof op Nero, volgt een samenvatting van alle oorzaken die leidden tot de huidige oorlog. Tevens wordt de aankomst van Caesar in Noord-Italië beschreven. Ondanks een dringend verzoek van de Geest van Rome om de wapens neer te leggen, steekt Caesar de Rubicon over, verzamelt hij zijn troepen en trekt hij zuidwaarts naar Rome. Onderweg voegt Curio zich bij hem. Het boek eindigt met de paniek die in de stad uitbreekt, gepaard met vreselijke voortekenen en visioenen van de ramp die te gebeuren staat.
Boek 2 – In een stad die beheerst wordt door wanhoop, vertellen oude veteranen een lang interludium over de vorige burgeroorlog, waarin Marius tegenover Sulla stond. Cato wordt voorgesteld als een heldhaftig man met rotsvaste principes; hoe afgrijselijk de burgeroorlog ook is, toch beweert hij tegenover Brutus dat het beter is te vechten dan niets te doen. Nadat hij de kant van Pompeius – het minste kwaad – gekozen heeft, hertrouwt hij met zijn ex-vrouw en trekt ten strijde. Caesar marcheert verder zuidwaarts doorheen Italië maar wordt vertraagd door Domitius’ dappere weerwerk. Hij doet een poging om Pompeius tegen te houden bij Brundisium, maar de veldheer weet nipt te ontsnappen richting Griekenland.
Boek 3 – Terwijl zijn schepen naar Griekenland varen, krijgt Pompeius in een droom een bezoek van Iulia, zijn overleden echtgenote en Caesars dochter. Caesar zelf keert terug naar Rome en plundert de stad, terwijl Pompeius mogelijke buitenlandse bondgenoten overweegt. Vervolgens vertrekt Caesar naar Spanje, maar zijn troepen worden opgehouden door het langdurige beleg van Massilia. Uiteindelijk valt de stad na een bloederige zeeslag.
Boek 4 – De eerste helft van dit boek behandelt Caesars zegerijke campagne in Spanje tegen Afranius en Petreius. De focus wordt verplaatst naar Pompeius, die een vlot vol Caesarianen onderschept; zij vermoorden elkaar liever dan gevangengenomen te worden. Het boek eindigt met Curio die een Afrikaanse campagne opzet voor Caesar, waarin hij verslagen en afgeslacht wordt door koning Juba van Numidië.
Boek 5 – De senaat in ballingschap bevestigt Pompeius in zijn positie als ware leider van Rome. Appius raadpleegt het Orakel van Delphi om de gevolgen van de oorlog voor zich te weten te komen, en vertrekt met een misleidende voorspelling. Eens hij een muiterij in Italië onschadelijk gemaakt heeft, marcheert Caesar naar Brundisium en steekt hij de Adriatische Zee over om Pompeius’ leger tegemoet te treden. Slechts een gedeelte van Caesars troepen bereikt de overkant na een hevige storm die de oversteek belemmert; hij tracht persoonlijk een bericht terug te brengen maar verdrinkt zelf nagenoeg. Ten slotte gaat de storm liggen en staan de twee legers op volle sterkte tegenover elkaar. Wanneer de oorlog nakende is, stuurt Pompeius zijn echtgenote naar het eiland Lesbos.
Boek 6 – Pompeius’ troepen dringen Caesars legers – waarin de heldhaftige centurio Scaeva dienstdoet – terug naar Thessalië. Lucanus beschrijft het ruwe Thessalische terrein waarop de legers de veldslag van de volgende dag afwachten. Het overige deel van het boek volgt Pompeius’ zoon Sextus, die zijn toekomst wil kennen. In Thessalië treft hij een zeer machtige heks, Erichto, aan die met een gruwelijke ceremonie het lijk van een gesneuvelde soldaat weer tot leven wekt. De soldaat voorspelt Pompeius’ nederlaag en de uiteindelijke moord op Caesar.
Boek 7 – De soldaten staan te trappelen om ten strijde te trekken, maar Pompeius aarzelt tot Cicero hem overtuigt om aan te vallen. De Caesarianen winnen het pleit, en Lucanus beklaagt zich over het verlies van de vrijheid. Caesar toont zich uitzonderlijk wreed wanneer hij de stervende Domitius bespot en elke verassing van gesneuvelde Pompeianen verbiedt. De scène loopt uit tot een pointe waarin wilde dieren de lijken verscheuren. Lucanus steekt een klaagzang af over Thessalia, infelix (“ongelukkig Thessalië”).
Boek 8 – Pompeius zelf ontsnapt naar Lesbos, waar hij herenigd wordt met zijn echtgenote, en gaat dan naar Cilicië om zijn kansen te overwegen. Hij beslist om de hulp van Egypte in te roepen, maar de Farao is bang voor wraakacties vanwege Caesar en smeedt een plan om Pompeius te vermoorden zodra hij aan land komt. Pompeius doorziet de list; hij troost zijn echtgenote en roeit moederziel alleen naar de oever, waar hij zijn lot met stoïcijnse gelatenheid ondergaat. Zijn onthoofde lijk wordt in de oceaan geworpen, maar het spoelt aan en krijgt een bescheiden begrafenis van Cordus.
Boek 9 – Pompeius’ echtgenote rouwt over de dood van haar man, wanneer Cato de leiding van het senaatskamp op zich neemt. Hij maakt plannen om de legers te verzamelen en leidt een heldhaftige mars doorheen Afrika om de krachten te bundelen met koning Juba, een tocht die het middelste deel van het boek grotendeels in beslag neemt. Onderweg komt hij voorbij een orakel, maar hij weigert het te raadplegen op basis van stoïcijnse beginselen. Caesar bezoekt Troje en betoont zijn eerbied aan de voorouderlijke goden. Even later komt hij aan in Egypte; wanneer een bode van de Farao hem het hoofd van Pompeius voorschotelt, veinst Caesar verdriet om zijn blijdschap bij de dood van Pompeius te verbergen.
Boek 10 – Caesar komt aan in Egypte, waar hij ontvangen wordt door Cleopatra, de zus van de Farao. Er wordt een banket gehouden; Pothinus, de cynische en bloeddorstige eerste minister van de Farao, bereidt een moordpoging op Caesar voor maar vindt de dood tijdens zijn verrassingsaanval op het paleis. Een tweede aanval komt er vanwege Ganymedes, een Egyptische edelman, en het gedicht wordt plotsklaps afgebroken terwijl Caesar voor zijn leven vecht.

## Nachleben

### Receptiegeschiedenis
In zijn eigen tijd was het werk van Lucanus zeer populair en het bleef een schooltekst gedurende de late oudheid en de middeleeuwen. Meer dan 400 handschriften zijn ervan overgeleverd; de interesse voor hem aan het hof van Karel de Grote wordt bewezen door het bestaan van vijf volledige handschriften uit de 9de eeuw. Dante rekent Lucanus tot de groep van klassieke dichters in de eerste cirkel van de Inferno, en inspireert zich op de Pharsalia in de scène met Antaeus (een reus die beschreven wordt in een verhaal uit Lucanus’ vierde boek).
Bij de antieke grammatici oogstte de vernieuwende visie die Lucanus in zijn Pharsalia aan den dag legde, weinig lof; onder meer Servius, Quintilianus en Fronto hebben het gebrek aan goddelijke tussenkomst in het menselijke handelen bekritiseerd, net als de "annalistische" ondertoon – zo typisch voor Ennius – die destijds geen succes meer kende. Van Quintilianus met zijn Institutio oratoria tot Julius Caesar Scaliger met zijn Poetices libri septem (1561), rust er een smet van slechte smaak op het “lange gedicht” van Lucanus. “Vergilius zingt, Lucanus blaft,” is een veel gehoorde kritiek.
Dit heldendicht ligt echter wel in lijn met de geest van de baroktijd. Théodore Agrippa d'Aubigné, Robert Garnier, Jean Dorat, Guillaume du Bartas, Brébeuf, Corneille en – in mindere mate – Joachim du Bellay, bootsten zijn kleurrijke taal na, die doordrongen is van de deugd van de enargeia. Montaigne voerde hem op in zijn palmares van de cinq poètes latins sur la louange de Caton (“vijf Latijnse dichters die de lof zingen van Cato” – I, 37) en vermeldt hem 37 keren. Deze bekende auteur schreef:
 J'aime aussi Lucain, et le pratique volontiers, non tant pour son style que pour sa valeur propre, et vérité de ses opinions et jugements.— Essais, II, 10

### Vertalingen en imitaties
Het werk vond een trouwe navolger in Christopher Marlowe, de Elizabethaanse dichter welke Shakespeare zeer bewonderde, die het eerste boek vertaalde. Thomas May gaf in 1626 een volledige vertaling in heroic couplets uit. Het succes van zijn vertaling bracht May ertoe om een Latijns vervolg te schrijven op Lucanus’ onvolledige gedicht. De zeven boeken van Mays poging zetten het verhaal voort tot de moord op Caesar. Antoine de Laurès, een dichter uit de Languedoc, probeerde het werk te imiteren in zijn La Pharsale, uitgegeven in 1773. Een eerste en meteen baanbrekende kritische editie van Lucanus’ magnum opus volgde in 1926, en was het werk van de Engelse dichter en classicus A.E. Housman.

## Nederlandse vertalingen
- Lucanus, Burgeroorlog, metrisch vertaald en toegelicht door P.H. Schrijvers met inleiding van Piet Gerbrandy, 2013, ISBN 9789025370077
- Lucanus' Bellum civile uitgelezen, gedeeltelijk vertaald in vrije verzen en samengevat door Rob Brouwer, 2006, ISBN 9059970365